# 傅永国
傅永国（1963年1月—），男，湖北松滋人，中华人民共和国政治人物，中国人民解放军少将，曾任中共黑龙江省委常委，黑龙江省军区政委。